# 浅海站
淺海站（日语：／ Asanami eki */?）是位於日本愛媛縣松山市，隸屬於四國旅客鐵道（JR四國）的鐵路車站。車站編號為Y46。本站現時為無人站，在平成大合併前為舊淺海町的中心車站，合併後編入松山市。本站靠近海邊，但附近民居較為疏落。

## 車站結構
本站的站房為木造的單層建築，並設有候車大廳。本站在無人化後站務室變成儲物室。作為松山市近郊地區，本站至今仍未設有近距離自動售票機。因此必須在上車時直接向車掌購買。
站內設有側式月台及島式月台各1個，共提供2面3線的配置。但是離站房最遠的3號月台並不開放使用，相應路軌亦只用作維修車輛停泊之用。 島式月台上亦設有小型的有蓋候車小屋，不過它的闊度相對較窄－幾乎和對面的側式月台闊度相同。兩邊月台間則以行人天橋連接。
1號月台為主軌道，特急列車在此通過，不用待避時則作為上行列車的停靠站。2號月台為待避路軌，主要供下行普通列車停靠，或上行列車需要避線時使用。有效長度較一般車站為長，達8輛。

### 月台配置
| 月台 | 路線    | 方向 | 目的地                     |
| ---- | ------- | ---- | -------------------------- |
| 1、2 | ■予讚線 | 上行 | 今治、伊予西條、高松方向   |
| 1、2 | ■予讚線 | 下行 | 伊予北條、松山、伊予市方向 |

## 歷史
- 1926年3月28日：隨讚豫線由菊間伸延至伊予北條，作為中途站開業[3]。
- 1987年4月1日：日本國鐵分割民營化，車站經營權由JR四國繼承。

## 相鄰車站
四國旅客鐵道（JR四國）
■予讚線
菊間（Y45）－淺海（Y46）－大浦（Y47）

## 外部連結
- JR四國淺海站時間表